# Trogloneta paradoxa
Trogloneta paradoxa is een spinnensoort in de taxonomische indeling van de Mysmenidae.
Het dier behoort tot het geslacht Trogloneta. De wetenschappelijke naam van de soort werd voor het eerst geldig gepubliceerd in 1960 door Willis J. Gertsch.